# Kota Intan
Kota Intan is een bestuurslaag in het regentschap Rokan Hulu van de provincie Riau, Indonesië. Kota Intan telt 2672 inwoners (volkstelling 2010).